# Krivi Vir
Krivi Vir (en serbe cyrillique : Криви Вир) est un village de Serbie situé dans la municipalité de Boljevac, district de Zaječar. Au recensement de 2011, il comptait 330 habitants.
Le Crni Timok prend sa source à proximité du village de Krivi Vir. Tout près du village se trouve également le monastère orthodoxe serbe de Lozica, qui date du XIVe siècle

## Démographie

### Évolution historique de la population
| 1948  | 1953  | 1961  | 1971  | 1981  | 1991 | 2002 | 2011 |
| ----- | ----- | ----- | ----- | ----- | ---- | ---- | ---- |
| 2 242 | 2 203 | 1 973 | 1 537 | 1 153 | 802  | 549  | 330  |

|  |